# Sanitář
Sanitář je pomocný zdravotnický pracovník. Vykonává pomocné a obslužné činnosti nutné k poskytování ošetřovatelské péče, preventivní, léčebné a diagnostické péče, většinou pod dozorem zdravotní sestry nebo jiného odborného zdravotnického pracovníka způsobilého k výkonu povolání bez odborného dohledu. V České republice sanitáři vykonávají činnost podle zákona č. 96/2004 Sb. a vyhlášky č. 424/2004 Sb. – uvedené předpisy jsou v souladu s právem Evropských společenství.
Občas toto povolání bývá nesprávně zaměňováno se zdravotnickým záchranářem.

## Práce sanitářů
Náplň práce sanitářů se liší podle konkrétního pracovního zařazení (podle vyhlášky 242/2004):
- všeobecný sanitář – provádí pomocné a obslužné činnosti nutné pro poskytování ošetřovatelské péče, preventivní, léčebné a diagnostické péče (zejména pečuje o hygienu prostředí, dováží stravu na oddělení, podle potřeby ji ohřívá, provádí úklid čajové kuchyňky, včetně sběru, mytí a dezinfekce nádobí, transportuje biologický a zdravotnický materiál, obstarává pochůzky pro potřeby oddělení a pacientů atd.), pod odborným dohledem všeobecné sestry nebo porodní asistentky se podílí na poskytování základní ošetřovatelské péče, pod přímým vedením všeobecné sestry nebo porodní asistentky se podílí na poskytování specializované ošetřovatelské péče
- sanitář pro operační oddělení a centrální sterilizaci – provádí pomocné a obslužné činnosti nutné k poskytování ošetřovatelské péče na úseku operačního oddělení, centrální sterilizace a centrální úpravně lůžek, asistuje při ošetřovatelských výkonech na úseku operačního oddělení a v míře určené sálovou sestrou plní ošetřovatelský plán
- sanitář pro laboratoř a transfuzní službu – provádí pomocné a obslužné činnosti nutné k poskytování zdravotní péče na úseku laboratoří a zařízení transfuzní služby
- sanitář pro zařízení lékárenské péče – provádí pomocné a obslužné činnosti nutné k činnosti zařízení lékárenské péče, pod přímým vedením zdravotnického pracovníka způsobilého k poskytování lékárenské péče bez odborného dohledu asistuje při přejímce, ukládání, označování léčiv a zdravotnických prostředků, vykonává pomocné činnosti při přípravě léčivých přípravků, zkoumadel a diagnostických zdravotnických prostředků in vitro
- sanitář pro lázně a léčebnou rehabilitaci – provádí pomocné a obslužné činnosti nutné k poskytování této péče, pod přímým vedením fyzioterapeuta, ergoterapeuta, případně jiného zdravotnického pracovníka způsobilého k uvedeným činnostem bez odborného dohledu asistuje při fyzioterapeutických a ergoterapeutických výkonech
- sanitář pro autoptické oddělení nebo sanitář pro pitevnu – provádí pomocné a obslužné činnosti na úseku patologie, pod přímým vedením zdravotnického pracovníka asistuje při odborných výkonech na úseku patologie, zejména pomáhá při výkonu pitvy a vyjímá orgány, podílí se na evidenci těl zemřelých, jejich šatstva a cenností a dokumentaci o styku s pohřební službou

## Požadavky na vzdělání
Podle § 42 zákona 96/2004 Sb. se v České republice odborná způsobilost k výkonu povolání sanitáře získává absolvováním akreditovaného kvalifikačního kurzu v oboru podle výše uvedeného pracovního zařazení. Odbornou způsobilost k výkonu zdravotnického povolání sanitáře mají také osoby, které absolvovaly část studia na středních nebo vyšších zdravotnických školách nebo v akreditovaných zdravotnických studijních programech uskutečňovaných vysokými školami – podrobnosti uvádí zákon.